# Lagunillas (Venezuela)
Pour les articles homonymes, voir Lagunillas.
Lagunillas est la capitale de la paroisse civile de Venezuela dans la municipalité de Lagunillas dans l'État de Zulia au Venezuela.